# Timnit Gebru
Timnit Gebru, 1982/1983 i Addis Abeba, Etiopien,  är en eritreansk politisk aktivist och datavetare, främst inriktad mot algoritmisk snedvridning och datautvinning. Hon är en uttalad förespråkare för mångfald inom teknologiforskning, och är medgrundare till organisationen Black in AI.
År 2022 listade Time henne som en av världens 100 mest inflytelserika personer.